# Leon Stefanija
Leon Stefanija, slovenski muzikolog in pedagog, * 1970, Ljubljana.
Diplomiral je leta 1995 na Oddelku za muzikologijo na Filozofski fakulteti kjer je bil istega leta povabljen tudi kot mladi raziskovalec. Leta 1997 je zagovarjal magistrsko nalogo z naslovom Glasbeno-analitični nastavki: med idejo in strukturo, leta 2001 pa doktorsko disertacijo Umevanje "starega" in "novega" v novejši slovenski glasbi. Svoje muzikološko delo je usmeril na področje analize glasbenega stavka, raziskovanje novejše slovenske glasbe in sociologije glasbe. 
Trenutno (2011/12) je predstojnik Oddelka za muzikologijo Filozofske fakultete Univerze v Ljubljani, na katerem tudi predava.